# Lixenried
Lixenried ist ein Gemeindeteil der Stadt Furth im Wald im Landkreis Cham des Regierungsbezirks Oberpfalz im Freistaat Bayern.

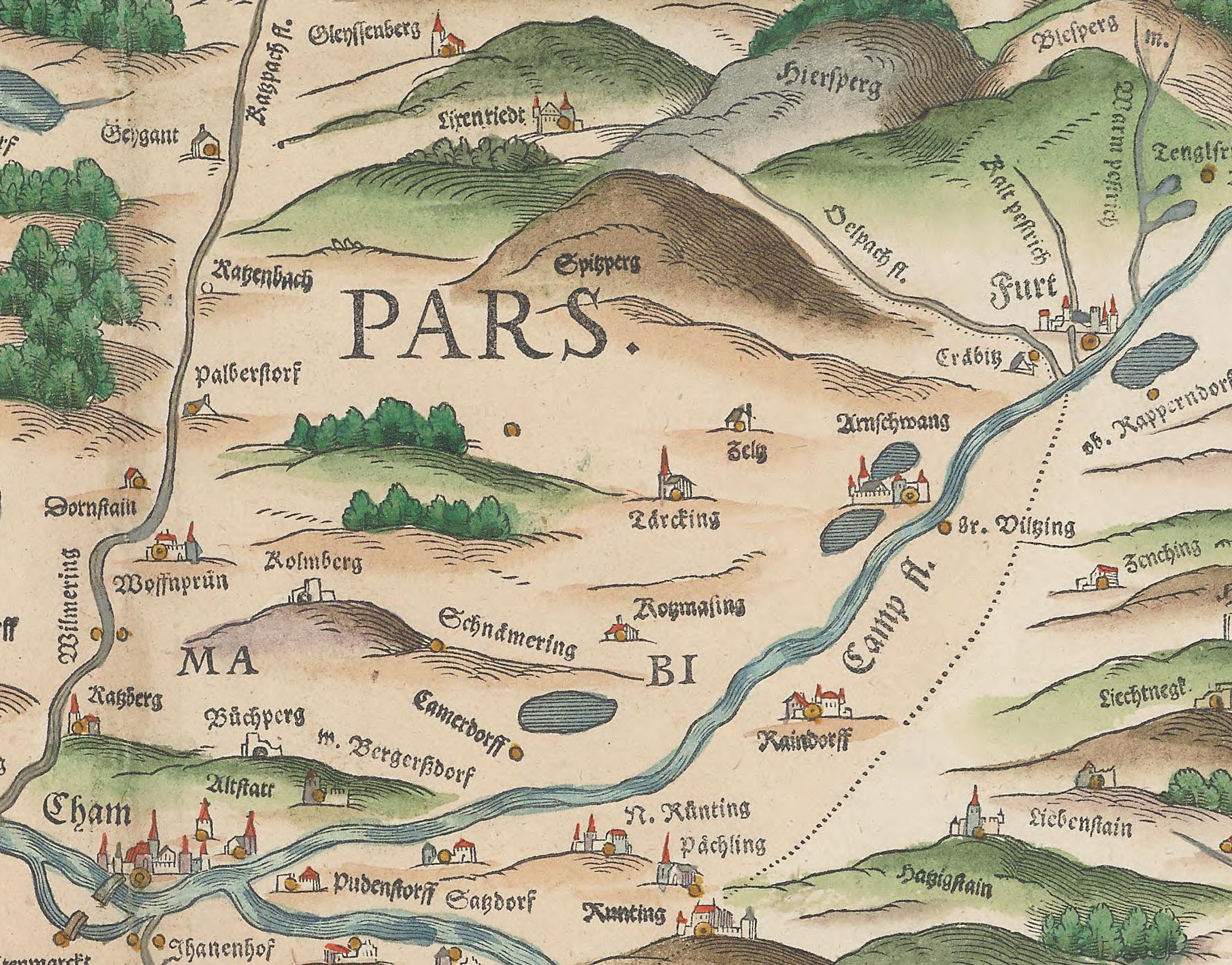
Lixenried auf der Apian-Karte von 1568

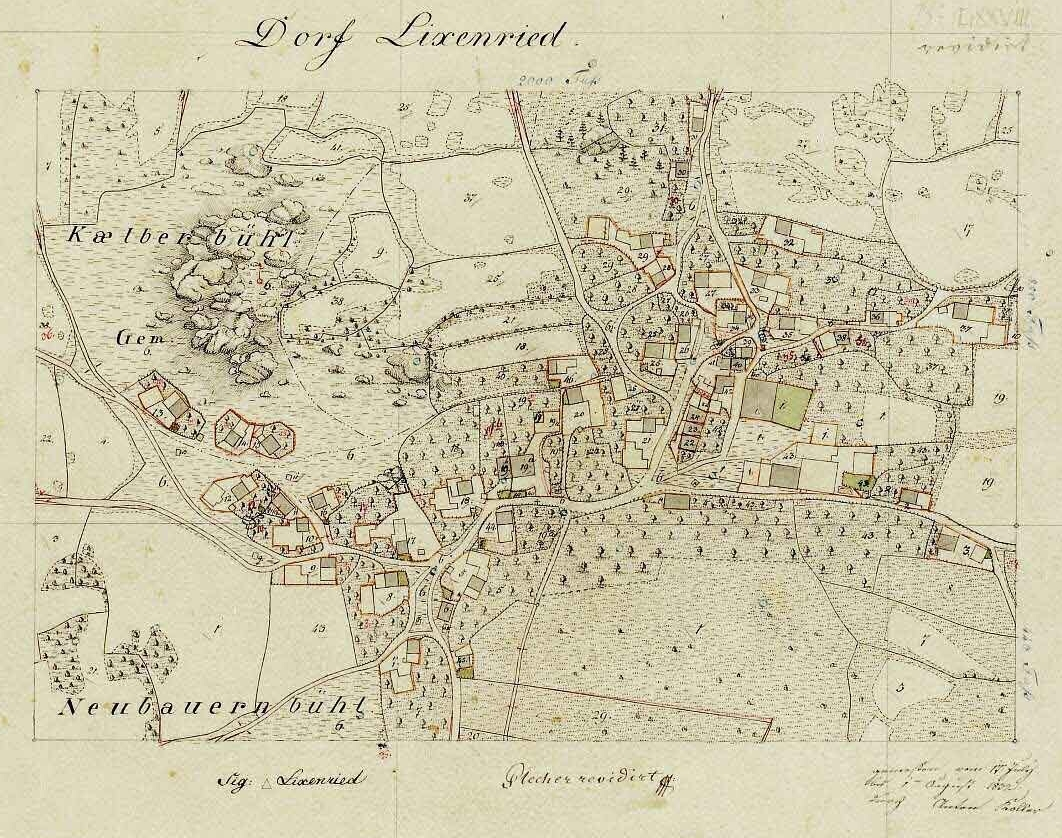
Karte von Lixenried vom Anfang des 19. Jahrhunderts

## Geografie
Lixenried liegt 5 Kilometer westlich von Furth im Wald, 4 Kilometer südwestlich der tschechischen Grenze, 1 Kilometer nordöstlich der Staatsstraße 2154 auf dem Südwesthang des 749 Meter hohen Geißriegels und des 826 Meter hohen Dachsriegels.

## Name
Die Ortsnamenforschung kennzeichnet die auf -ried (auch: -reuth, -rieth) ebenso wie die auf -grün endenden als Ortsnamen der Rodungszeit im 13. und 14. Jahrhundert.
Der Name Lixenried (auch: Luchsenried, Luxen Riet, Luxenried, Lizenriedt, Lixenrieth, Lixenriedt) steht in Verbindung mit dem Namen Ried. Lixenried liegt gegenüber von Ried auf der östlichen Talseite auf dem Hang des Geißriegels. Das Wort Lixen kommt vom Mittelhochdeutschen lixen von lützel (klein). Lixenried bedeutet also Kleine Rodung. Ried war die ursprüngliche Rodung, von der aus dem gegenüberliegende Bergwald um Lixenried gerodet wurde. Eine analoge Namenskombination gibt es bei dem 10 Kilometer entfernten Döfering und Lixendöfering. In späterer Zeit wurde Lixenried größer als Ried.
Eine andere, wohl eher volksetymologische Interpretation des Namens Lixenried leitet Lixen von Luchs her. Da Lixenried am bewaldeten Berghang lag, habe es dort viele Luchse gegeben.

## Geschichte
Die Gegend um Gleißenberg gehörte dem Grafengeschlecht von Bogen. Durch den Tod Adalberts (Albert) IV. von Bogen im Jahr 1242 fielen seine Besitzungen laut Erbvertrag an seinen Stiefbruder, den Wittelsbacher Otto II. von Bayern, Sohn Ludmillas und Ludwigs I. Nach dem Tod Ottos II. im Jahr 1253 erhielt dessen Sohn Heinrich XIII. Niederbayern, darunter auch das Gericht Waldmünchen.
Lixenried wurde erstmals im Salbuch von 1283 mit einer Steuer von 6 Schilling erwähnt. Nach anderer Datierung: Herzogsurbar des Wittelsbachers Heinrich XIII. aus dem Jahr 1301. Zu dieser Zeit gehörte Lixenried zum Gericht Waldmünchen.
Im Jahr 1385 hatten in Lixenried die Bärtl und die Roßhaupper Grundbesitz. 1550 wurde Lixenried durch Pfalzgraf Friedrich zum Landsassengut erhoben. Besitzer war Georg Erlbeck. Als Erlbeck Lixenried erwarb, war es völlig verödet. 1550 hatte es nur 2 Mannschaften, die zum Amt Waldmünchen gehörten. Das Landsassengut Lixenried wurde in der Musterung von 1562 erwähnt. Erlbeck richtete bis 1563 mehr als 20 Mannschaften in Lixenried auf.
Lixenried war nur als „Edelmansgut, doch ausser aller Hoffmarksgerechtigkeit“ bewilligt worden. Das bedeutete, dass der Gutsherr nur Grundherr war, aber keine niedere Gerichtsbarkeit hatte. 1579 wurde den Landsassengütern mit bloßer Edelmannsfreiheit die hofmärkische Jurisdiktion zugestanden. Dadurch wurde Lixenried faktisch zur Hofmark erhoben.
1588 gab es in Lixenried 2 Güter und 16 Halbsölden. 1622 hatte die Ortschaft eine Mühle und 25 Mannschaften.
Im Dreißigjährigen Krieg wurde die Bevölkerung nicht nur von den feindlichen Truppen terrorisiert, sondern auch von den eigenen Verbündeten. Im September des Jahres 1621 überschritten die kaiserlichen Truppen, geführt von Oberst von Anholt, die Grenze bei Furth im Wald und plünderten viele Ortschaften, darunter auch Lixenried, und ermordeten deren Bewohner auf grausame Weise, darunter den Pfarrer von Gleißenberg Leonhard Rödel.
1630 wurden für Lixenried 1 Mühle und Sölde, 13 Sölden, 7 Tripflhäusl, 3 Inleute aufgeführt.
Wiederholte Einfälle des schwedischen Heeres verwüsteten die Region völlig und raubten sie aus. Es gab kein Zugvieh mehr. 1641, nach einem Schwedeneinfall, fanden in Lixenried folgende Verkäufe statt:
- ein Häuschen samt Wiese und Garten für 30 Kreuzer
- ein Söldengut mit Feld und Wiese, Heu und Stroh für 12 Gulden
- die ganze Bogenmühle bei Lixenried samt allen Gründen für 27 Gulden
- zum Vergleich: Ein Paar Ochsen kostete 24 Gulden[16]

Selbst aus der Zeit nach dem Krieg wurde in Briefprotokollen berichtet, dass in Lixenried Häuser mit Feld und Wiese für 2 bis 3 Gulden verkauft wurden. Noch 1667 wurde die Bogenmühle für 90 Gulden verkauft. 1884 hatte sie einen Wert von 4000 Gulden.
In einem Salbuch von 1684 wurden für Lixenried 26 Höfe verzeichnet. 1703 zählten 13 Sölden und 10 Häusln zu Lixenried. 1762 waren es 23 Häuser, darunter ein herrschaftliches Schloss, ein Brauhaus und ein Schäfflerhaus, insgesamt 20 Herdstätten von Untertanen und 28 Herdstätten von Inwohnern.
Mit dem Übergang der Oberpfalz an Bayern wurden die Landsassengüter, darunter auch Lixenried, in den Amtsbeschreibungen von 1762 und 1792 mehr und mehr als Hofmark bezeichnet. 1792 bestand das Landsassengut Lixenried aus Lixenried mit 32 Anwesen und aus Bogen mit 6 Anwesen. Inhaber war Maximilian von Schmid. 1808 gab es in Lixenried 42 Anwesen, 1 Bräuhaus mit Branntweinbrennerei, 2 Leerhäusl, davon 1 Wirt, 1 Gemeinde-Hüthaus, 9 Weber, 3 Schneider, 2 Schuhmacher, 1 Binder, 1 Wirt, der zugleich Schmied und Krämer war.
1808 wurde die Verordnung über das allgemeine Steuerprovisorium erlassen. Mit ihr wurde das Steuerwesen in Bayern neu geordnet und es wurden Steuerdistrikte gebildet. Dabei kam Lixenried zum Steuerdistrikt Gleißenberg. Der Steuerdistrikt Gleißenberg bestand aus den Dörfern Gleißenberg, Gschwand, Lixenried, den Weilern Bogen und Koestelhütten (Kesselhütte) und den Einöden Tradl und Berghof.
1820 wurden im Landgericht Waldmünchen Ruralgemeinden gebildet. Dabei wurde Lixenried Ruralgemeinde. Zur Ruralgemeinde Lixenried gehörte neben Lixenried mit 59 Familien das Dorf Bogen mit 7 Familien.
1830 wurde die Gemeinde Gschwand aufgelöst und in die Gemeinde Lixenried eingegliedert. Diese Eingliederung wurde von den Bürgern von Lixenried abgelehnt und bis 1851 wurde darüber gestritten.
In einer Beschreibung von Lixenried durch Ferdinand von Reinhardstöttner aus dem Jahr 1844 wurden für Lixenried aufgezeichnet: 49 Hausnummern, 336 Seelen, 1 Brauhaus, 1 Taferne, 1 Schmied, 1 Kufner, 1 Tischler, 2 Schneider, 1 Schuster, 16 Weber. Die übrigen Bewohner lebten vom Feldbau, von Lohnarbeit, vom Holz- und Glaswarenhandel. In früheren Zeiten gab es auch Flachs- und Leinwandhandel, der aber durch Import von billigen ausländischen Erzeugnissen einging. Eine Pfarreibeschreibung aus dem Jahr 1861 erwähnte für Lixenried 50 Häuser und 329 Einwohner.
1906 bekam die Gemeinde Lixenried eine Ortswasserleitung. Die Bewohner mussten die Anschlusskosten tragen. Nur der Anschluss des Schulhauses wurde wegen der Armut der Bevölkerung von der Regierung bezahlt.
Im Ersten Weltkrieg fielen 17 Männer aus Lixenried.
Nach der Machtergreifung 1933 standen die Lixenrieder als typische Waldler den Nationalsozialisten überwiegend abwartend und misstrauisch gegenüber. Der Gleißenberger Bürgermeister und seine acht Gemeinderäte wurden von den Nationalsozialisten verhaftet und in Furth eingesperrt.
Bei Kriegsende blieb die Gegend von Kämpfen und Zerstörungen verschont, weil der Pfarrer und der Bürgermeister von Gleißenberg den Amerikanern, die von Geigant her über den Berg kamen, mit einem weißen Tuch entgegen gingen und Gleißenberg und die Umgebung kampflos übergaben.
Im Zweiten Weltkrieg fielen 26 Männer aus Lixenried.
1945 sollte die Gemeinde Lixenried nach Ränkam eingemeindet werden. Dies wurde von den Bewohnern von Lixenried energisch abgelehnt. Stattdessen wurde eine Eingemeindung nach Gleißenberg angestrebt. Diese wurde jedoch von der Regierung abgelehnt. Also blieb die Gemeinde Lixenried bis 1972 bestehen.
1972 wurde die Gemeinde Lixenried mit ihren Gemeindeteilen Bogen, Gschwand und Tradl in die Stadt Furth im Wald eingemeindet.

## Religiöses Leben in Lixenried

### 13. Jahrhundert bis Reformation
Lixenried gehörte zur Pfarrei Gleißenberg, Dekanat Cham. Die Dorfkapelle von Lixenried ist dem heiligen Bartholomäus geweiht, ebenso wie die Kirchen in Gleißenberg und Geigant. Dies deutet auf ein sehr hohes Alter der Ursprünge dieser Kirchen hin. Die Grafen von Bogen, die in diesem Gebiet bis 1242 die Herrschaft innehatten, waren besondere Verehrer dieses Heiligen. Für die Dorfkapelle von Lixenried wird 1750 als Baujahr angegeben. Sicherlich wurden in ihren Bau ältere Fundamenten eines Vorgängerbaus einbezogen, denn bereits 1724 wurde eine alte Dorfkapelle in Lixenried erwähnt. Die Bartholomäus-Kirche von Gleißenberg wurde unter Einbeziehung mittelalterlicher Teile aus dem 13. Jahrhundert erbaut. Gleißenberg wurde zunächst von Benediktinern aus Chammünster versorgt, dann 1262 zur Pfarrei erhoben.

### Reformationszeit
Lixenried wurde in den Jahren zwischen 1526 und 1626 von den Wirren der Reformation betroffen, weil Heinrich von Guttenstein 1509 die Herrschaft Schwarzenburg-Rötz und die Stadt Waldmünchen mit Gleißenberg an Ludwig von der Pfalz (1508–1544) und dessen Bruder Friedrich von Amberg verkaufte, um seine Schulden zu decken. Dadurch kam Lixenried zur Oberpfalz, während Furth im Wald bei Bayern und katholisch blieb.
Während der Reformationszeit mussten die Bewohner von Lixenried fünfmal ihr Bekenntnis wechseln:
- 1526–1559 lutherisch unter Friedrich II.[32]
- 1559–1576 kalvinisch unter Friedrich III.[33]
- 1576–1583 lutherisch unter Ludwig VI.[34]
- 1583–1626 kalvinisch unter Johann Kasimir (1583–1592), Friedrich IV. (1592–1610), Friedrich V. (1610–1623)[35]

Während der ganzen Reformationszeit gingen trotz Verbot und drohender Strafen viele Bewohner aus Gleißenberg, Lixenried und der ganzen Umgebung in das nahe katholische Furth im Wald zum Gottesdienst, ließen dort ihre Kinder taufen und wallfahrteten nach Neukirchen beim Heiligen Blut.

### Gegenreformation
1626 eroberte Maximilian I. (1597–1623 Herzog von Bayern, 1623–1648 Kurfürst von der Pfalz, 1648–1651 Kurfürst von Bayern) die Oberpfalz und führte die Gegenreformation durch. Die Bevölkerung von Lixenried kehrte zum Katholizismus zurück. Die Pfarrei Gleißenberg und damit auch Lixenried gehörten nun wieder zum Dekanat Cham.

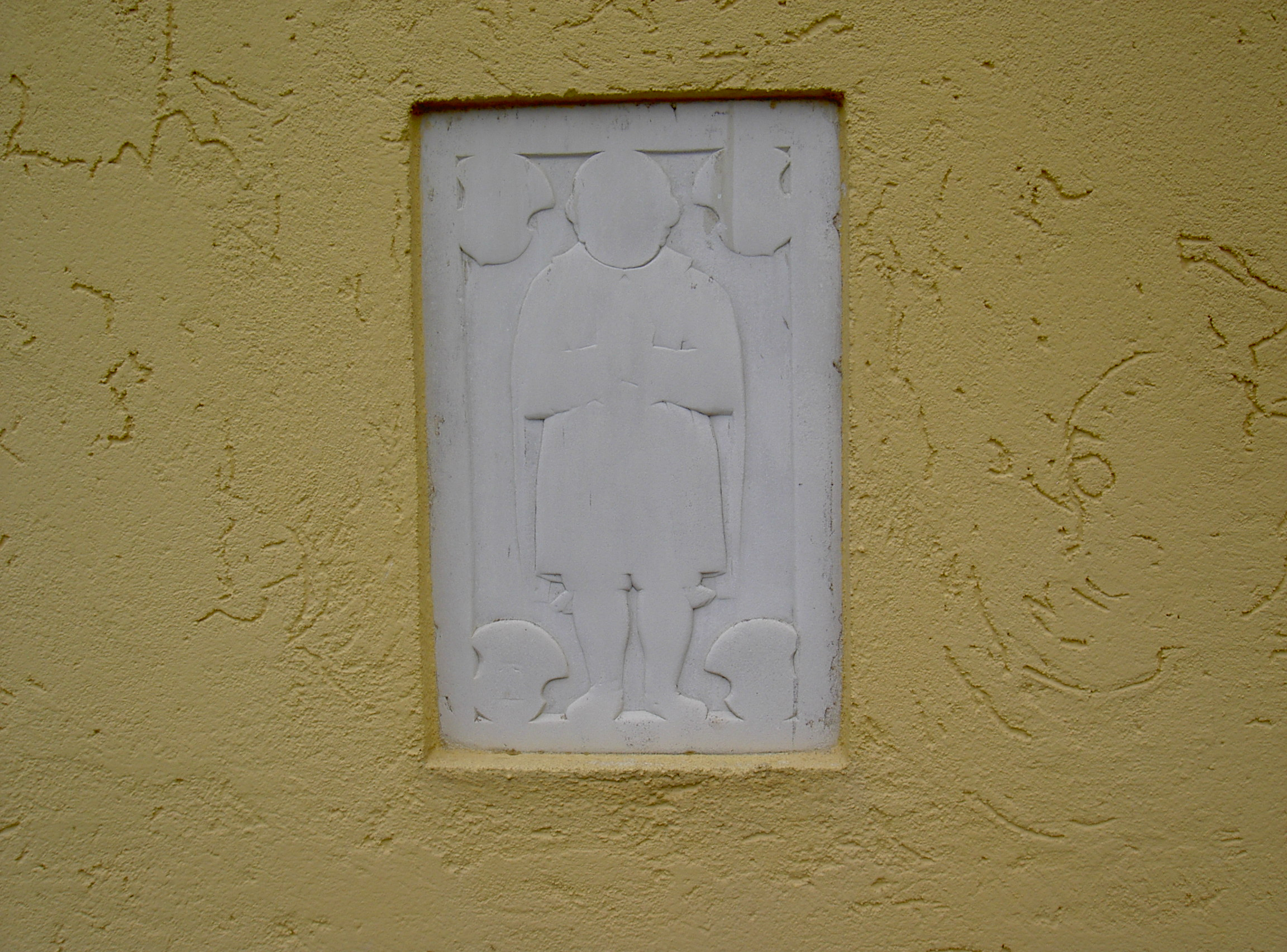
Grabstein des Andre Kolb, Pfarrkirche Gleißenberg

### Andre Kolb bleibt trotz Gegenreformation lutherisch
Nach der Gegenreformation mussten alle katholisch werden oder das Land verlassen. Deshalb verkaufte Heinz von Rhein seinen Besitz in Geigant an Andre Kolb, den Landsassen von Lixenried, und ging nach Regensburg. Andre Kolb war zwar lutherisch, aber seine Frau und seine vier Kinder waren katholisch. Dadurch wurde ihm vom Kurfürsten Maximilian I. immer wieder die Frist bis zur erwünschten Konversion verlängert. Als 1633 die Schweden Cham und Furth im Wald eroberten, zeigte Kolb seine Freude darüber allzu öffentlich und wurde 1634 als Verräter verhaftet. Seine Frau flüchtete mit den Kindern nach Waldmünchen. Die Schweden plünderten auf ihrem Zug von Furth nach Waldmünchen über Gleißenberg auch den Besitz von Andre Kolb. Bei seinem Prozess sagte Andre Kolb aus, die Schweden hätten ihn zur Zusammenarbeit gezwungen. Er wurde nicht bestraft und der Zugang zu seinen Gütern in Lixenried und Geigant wurde ihm wieder gestattet, obwohl er nicht katholisch war.
1650 fertigte Pfarrer Georg Graber eine Pfarreibeschreibung von Gleißenberg an, worin er in Lixenried drei Personen lutherischer Religion nennt: Andre Kolb, eine Magd und den Schäfer von Löwenthall zu Lixenried. Weiter schreibt er, dass Andre Kolb ihm keinen Zehnt zahlt, obwohl er dem lutherischen Pfarrer 8 Gulden Zehnt gezahlt habe. Außerdem habe Kolb das Schulhaus, das früher Mesnerhaus war, verkauft und den Erlös für sich behalten, ebenso wie andere unbewohnte Häuser. 1653 und 1654 wird Kolb wieder als der einzige nichtkatholische Bewohner von Lixenried genannt. Er wurde 1654 nochmals vorgeladen und es wurde ihm nahegelegt zum katholischen Glauben zu konvertieren. Er weigerte sich jedoch mit Hinweis auf sein hohes Alter. 1657 ist er wohl verstorben. Sein Grabstein, der sich im Presbyterium der Pfarrkirche von Gleißenberg befand, war nach der Renovierung dieser Kirche im Jahr 1950 nicht auffindbar und ist nun in die Außenmauer der Kirche eingemauert.

### Ende 17. bis 19. Jahrhundert
1696 richtete Johann Thomas Ostinger von Haibach, der das Landsassengut Lixenried gekauft hatte, im oberen Stockwerk des Schlosses Lixenried eine Hauskapelle ein. In dieser Schlosskapelle wurden von Zeit zu Zeit Sonntagsgottesdienste gehalten für die Schlossherren, das auf dem Schloss beschäftigte Personal und für ältere und gebrechliche Lixenrieder, denen der Weg nach Gleißenberg zu beschwerlich war.
Im Jahr 1724 fertigte Peter Wolfgang Prümbs (1682–1734 Pfarrer von Gleißenberg) eine Pfarrbeschreibung an. In diesem Dokument erwähnt er eine alte Dorfkapelle in Lixenried, die dem heiligen Bartholomäus geweiht ist.
Lixenried wurde im Pfarrverzeichnis der Pfarrei Gleißenberg von 1780 aufgeführt. Die Pfarrei Gleißenberg bestand zu dieser Zeit aus Gleißenberg, Lixenried, Bogen, Gschwand, Ried bei Gleißenberg, Hofmühle, Berghof, Häuslarn, Bonholz und Eschlmais. Zur Pfarrei Gleißenberg gehörte die Filialkirche Geigant mit Sinzendorf, Zillendorf, Machtesberg, Katzbach, Kühnried, Lodischhof und Roßhöfe.
Anfang des 19. Jahrhunderts zahlte Lixenried 1/3 Zehnt von 18½ Tagwerk an den Pfarrer von Gleißenberg und die restlichen 2/3 an die Landsassenherrschaft. Zur Reparatur der ruinösen Pfarrkirche und der eingefallenen Friedhofsmauer in Gleißenberg wurde Lixenried mit 14 Fuhren herangezogen. Pro Fuhre konnten auch 1 Gulden 18 Kreuzer Ablöse gezahlt werden.
1837 wurde das Dekanat Neunburg vorm Wald gegründet. Dabei kam die Pfarrei Gleißenberg und damit auch Lixenried in dieses neue Dekanat. Das Dekanat Neunburg vorm Wald erhielt aus dem Dekanat Cham: die Pfarreien Ast, Schönthal, Waldmünchen und Gleißenberg und aus dem Dekanat Nabburg: Dieterskirchen, Heinrichskirchen, Neunburg vorm Wald, Rötz, Thanstein, Seebarn, Tiefenbach, Winklarn, Weiding, Schönsee und Stadlern.
Eine Pfarreibeschreibung von 1861 erwähnte die Schlosskapelle im Lixenrieder Schloss.

### 20. Jahrhundert bis 1945
Ab 1927 gehörte Lixenried zum neu errichteten Dekanat Waldmünchen. Das Dekanat Waldmünchen hatte 14172 Katholiken und 345 Nichtkatholiken und bestand aus den Pfarreien, Pfarrkuratien und Benefizien (in Klammern die Seelenzahl): Ast mit Biberbach (1430), Geigant (1267), Gleißenberg (1281), Heinrichskirchen (650), Hiltersried (785) Schönthal (714), Tiefenbach (1815), Treffelstein (940), Waldmünchen mit Herzogau (5290).
Die katholischen Pfarrer der Region lehnten die Nationalsozialisten ab. Joseph Losch, Kaplan in Gleißenberg, dann Pfarrer in Miesbrunn, wurde verhaftet, am 24. November 1944 zum Tode verurteilt und am 29. Januar 1945 hingerichtet. Er hatte den Soldaten an der Front Briefe geschrieben, in denen er den Satz schrieb „Der unvergleichliche Führer wird uns den Sieg schenken“. Dieser Satz wurde ihm als Spott ausgelegt. Max Frammelsberger, Expositus von Geigant, dann Pfarrer von Oberglaim, wurde ebenfalls wegen Briefen an die Front zum Tode verurteilt. Er starb am 6. Januar 1944 im Gefängnis kurz vor seiner Hinrichtung. Bei Anton Ederer, Pfarrer von Waldmünchen, wurden Schreibmaschine und Vervielfältigungsapparat beschlagnahmt, die er benutzte seine Gottesdienstordnungen herauszugeben. Es wurde ihm verboten, irgendetwas zu veröffentlichen. Pfarrer F. X. Altmann von Ast wurde verhaftet, weil er in der Kirche von Ast eine Messe für den ermordeten Polen Balcezag gelesen hatte an der auch polnische Zivilarbeiter teilnahmen und weil er es auch sonst duldete, dass polnische Zivilarbeiter in die Kirche nach Ast zur Messe kamen.
Pfarrer Josef Fischer von Gleißenberg hatte sich überreden lassen, in die NSDAP einzutreten. Er wurde 1945 von den Amerikanern vertrieben, obwohl sich alle Pfarrangehörigen in einer Unterschriftensammlung für sein Bleiben einsetzten.

### 1945 bis Gegenwart
1955 wurde die Dorfkapelle von Lixenried renoviert und in ihr ein neuer Kreuzweg errichtet. Seit jeher hatten sich die Lixenrieder eine eigene Kirche gewünscht. Besonders im Winter war der Kirchweg nach Gleißenberg beschwerlich. Schon 1931 wurde in Lixenried ein Kirchenbauverein gegründet und Spenden für einen Kirchenbau gesammelt. Durch den Krieg und die Währungsreform gingen die gesammelten Spenden verloren und es musste immer wieder von vorn begonnen werden. 1961 stellte der Kirchenbauverein Anträge beim bischöflichen Ordinariat in Regensburg. Ein Bauplatz im Zentrum von Lixenried wurde ausgewählt. Von 1962 bis 1963 wurde die Kirche erbaut und am 28. Juli 1963 durch Weihbischof Josef Hiltl konsekriert. Die Baukosten betrugen 570000 DM. Die Kirche „Maria Königin“ ist nun Filialkirche von Gleißenberg. Sie hat 250 Sitzplätze, eine Orgel, einen Kreuzweg und vier Glocken, hergestellt von der Glockengießerei Rudolf Perner in Passau:
- 1. Glocke: 900 kg, Bild: Maria Königin, Inschrift: „Gegrüßest seist du Königin, erhabne Frau und Herrscherin, o Maria! O' Königin voll Herrlichkeit, Maria, du Helferin der Christenheit, Maria!“
- 2. Glocke: 418 kg, dem Apostel Bartolomäus geweiht, Inschrift: „Sankt Bartholomä, mit dir wir Christus König nennen und treu als Gottes Sohn bekennen“
- 3. Glocke: 253 kg, dem hl. Sebastian geweiht, Inschrift: „Sankt Sebast, uns den Glauben wahr; das Land vor Krieg und Pest bewahr“
- 4. Glocke: 177 kg, Inschrift: „Sankt Barbara, die letzte Reis zum Himmel weis!“

Die alte Dorfkapelle blieb auch nach dem Kirchenbau erhalten. Am Ostrand der Ortschaft wurde ein Friedhof angelegt.
1997 gehörten zur Pfarrei Gleißenberg die Ortschaften Berghof, Bogen, Gaishof, Gschwand, Hofmühle, Kesselhütte, Listenwanger und Wiegen. Lixenried war Filialkirche mit den Ortschaften Ried bei Gleißenberg, Rußmühle, Sägmühle und Tradl. 1997 hatte Lixenried 491 Katholiken.
Im Jahr 2000 setzte Bischof Manfred Müller mit Wirkung vom 1. Januar 2001 eine Neugliederung der Dekanate im Bistum Regensburg in Kraft. Dabei wurde das Dekanat Waldmünchen aufgelöst und zurück in das Dekanat Cham eingegliedert. Dadurch gehörte Lixenried wieder zum Dekanat Cham.

### Pfarrer aus Lixenried
Am 9. Mai 1874 wurde Klemens Mühlbauer in Lixenried geboren. Seine Eltern waren der Inwohner Johann Mühlbauer und seine Ehefrau Margarete, geborene Kreutinger, beide aus Lixenried. Klemens Mühlbauer wurde am 12. Juni 1898 zum Priester geweiht. Er war Benefiziat in Obereulenbach. Am 21. März 1903 starb er in München.

## Schule in Lixenried
Erstmals wurde im Jahr 1615 eine Schule in Gleißenberg erwähnt. Sie wurde sehr negativ beurteilt. Der Schulmeister bekam nur sehr wenig Lohn. Er hatte selbst keine Kenntnisse. Die Kinder gingen nur im Winter zur Schule.
Bis zum Anfang des 19. Jahrhunderts gingen die Kinder von Lixenried nach Gleißenberg in die Schule. 1804 wurde von einem Winkelschullehrer Johann Baptist Weber in Lixenried berichtet. 
In seiner Beschreibung von Lixenried durch Ferdinand von Reinhardstöttner aus dem Jahr 1844 erwähnte dieser eine Winterweberschule, die seit mehreren Jahren existierte und von der königlichen Regierung toleriert wurde. Sie erhielt sogar einige Zuschüsse von der Regierung.
Im Jahr 1844 bemühte sich Gleißenberg die Winkelschule in Lixenried aufzulösen und durchzusetzen, dass die Kinder von Lixenried wieder nach Gleißenberg in die Schule gingen. Der Grund dafür war, dass die Gleißenberger für ihre Schule einen Gehilfen bekommen wollten. Die Lixenrieder wehrten sich gegen dieses Vorhaben und bemühten sich seit 1845 um einen Schulneubau, wofür jedoch das Geld fehlte. 1866 wurde in Lixenried eine Schule gebaut, die 1880 erweitert wurde. 1888 hatte die Schule in Lixenried 108 Schüler. 1920 wurde eine zweite Lehrerstelle errichtet. 1928 wurde ein neues Schulhaus erbaut.
1968 wurden die Schulen von Gleißenberg und Lixenried zu einer Verbandsschule zusammengefasst. In diesem Jahr hatte diese Verbandsschule 174 Schüler. Davon wurden drei Klassen in Gleißenberg unterrichtet und zwei in Lixenried. Es gab Schulbusse zur Beförderung der Kinder.
1979 wurde diese Verbandsschule Gleißenberg-Lixenried aufgelöst. Die Lixenrieder Schüler kamen dabei nach Furth im Wald, die Gleißenberger in die Schule von Dalking. Gleißenberg blieb aber bis 2001 als weiterer Schulort erhalten.
Schullehrer in Lixenried waren:
- 1866–1882: Michael Wittmann (* 14. August 1818, † 14. Dezember 1888)
- 1882: Johann Baptist Hotter
- 1885: August Merklein
- 1887: Josef Schwägerl
- 1887: Christoph Eder
- 1894: Ludwig Blanknagel
- 1894: Josef Nagler
- 1900: Ludwig Zaus
- 1905: Ignaz Huber
- 1911: Konrad Ditterich
- 1920: Götz Anton[24]

Schulleiter der Volksschule Lixenried waren:
- 1928–1945: Isidor Lang
- 1945–1946: Helene Lintl
- 1946–1948: Hans Knoblich
- 1948–1962: Franz Hölldorfer
- 1962–1965: Alfred Wutz
- 1965–1968 Robert Schießl[24]

## Freiwillige Feuerwehr
Die Freiwillige Feuerwehr Lixenried wurde 1871/1872 gegründet. Ihre Fahne trägt das Bild des heiligen Michaels. Es wurde von den Klosterschwestern in Furth im Wald gestickt.

## Einwohnerentwicklung ab 1820
| Jahr | Einwohner   | Gebäude |
| ---- | ----------- | ------- |
| 1820 | 59 Familien | k. A.   |
| 1838 | 307         | 47      |
| 1861 | 345         | 102     |
| 1871 | 376         | 140     |
| 1885 | 412         | 65      |
| 1900 | 351         | 66      |
| 1913 | 324         | 57      |

| Jahr | Einwohner | Gebäude |
| ---- | --------- | ------- |
| 1925 | 387       | 66      |
| 1950 | 456       | 75      |
| 1961 | 411       | 89      |
| 1970 | 416       | k. A.   |
| 1987 | 454       | 123     |
| 2011 | 453       | k. A.   |

## Sehenswürdigkeiten und Tourismus
Die St. Bartholomäus Dorfkapelle in Lixenried ist denkmalgeschützt (Denkmalnummer D-3-72-126-71). Es handelt sich um einen giebelständigen, abgewalmten Satteldachbau mit Dachreiter mit Spitzdach und Putzgliederungen. Sie wurde um 1750 erbaut und um 1900 verändert.
In Lixenried, Kirchenweg 2, steht ein denkmalgeschütztes Waldlerhaus (Denkmalnummer D-3-72-126-72). Es handelt sich um einen zweigeschossigen, giebelständigen Flachsatteldachbau mit Blockbau-Obergeschoss, teilweise verschalt, aus der ersten Hälfte des 19. Jahrhunderts.
Zwischen Jägerweg und Friedhof befinden sich untertägige Befunde des abgegangenen frühneuzeitlichen Schlosses von Lixenried. Dies ist ein Bodendenkmal mit der Denkmalnummer D-3-6642-0009.
Der Schindbühl, eine Felsformation am Nordostrand von Lixenried, ist ein ausgewiesenes Naturdenkmal mit der Nummer ND-02708.
Durch Lixenried führen die Mountainbikewege MTB-Tour 15, 16 und 23.

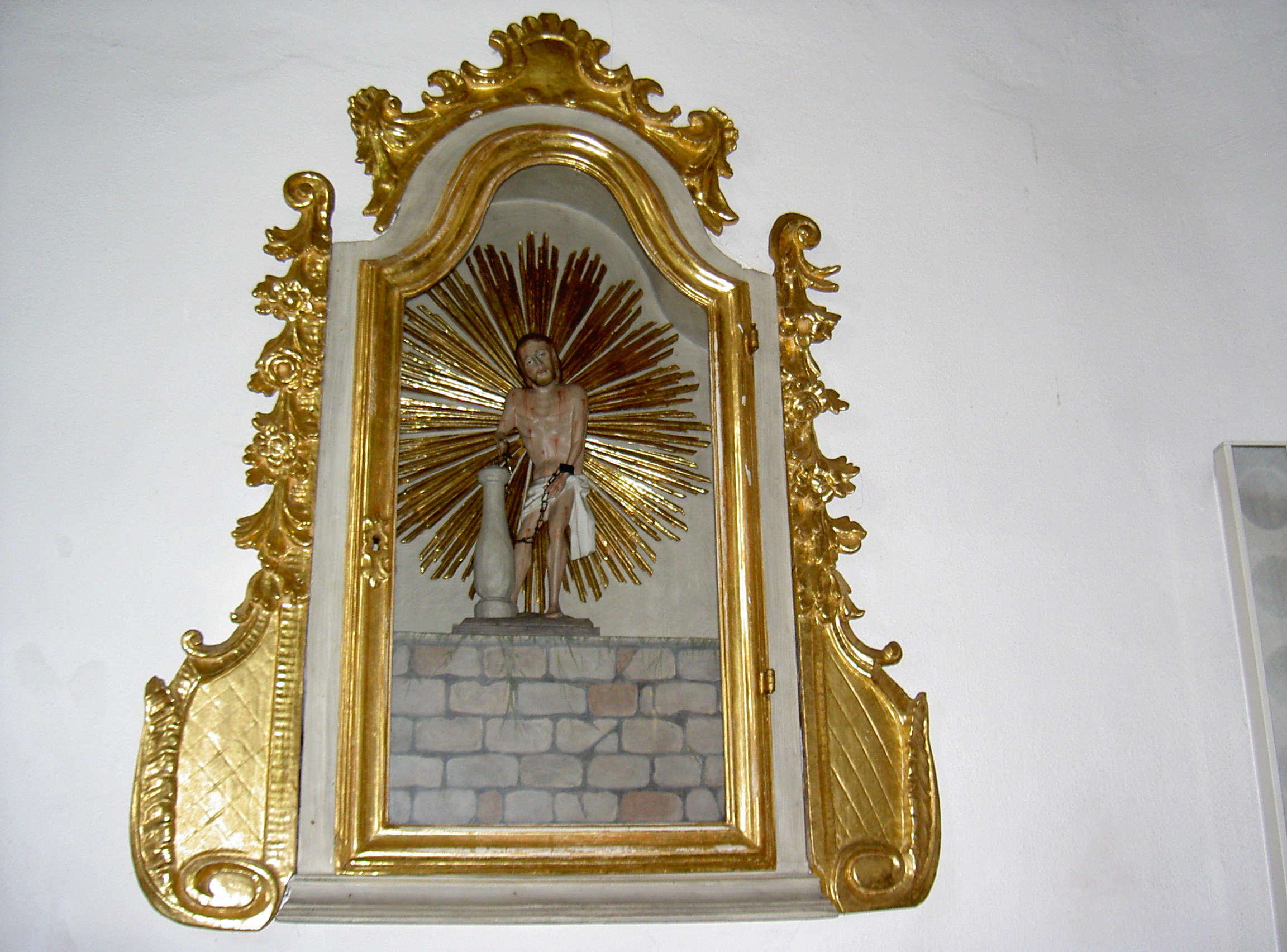
Wundertätiges Christusbild in der Kirche von Gleißenberg

## Heilungswunder in Lixenried
Pfarrer Georg Nikolaus von Voithenberg (1745–1771 Pfarrer von Gleißenberg) berichtete 1760 an Kardinal Theodor von Regensburg über eine kleine holzgeschnitzte Geißelsäule (auch „Heiland in der Wies“ genannt, Wies kommt dabei nicht von „Wiese“ sondern von dem althochdeutschen Wort „wize“, welches Marter oder Pein bedeutet), die der Gleißenberger Krämer Johann Kunz 1749 von einer Wallfahrt zur Wieskirche in Steingaden mitgebracht habe. Diese Statue hatte Kunz zunächst in seinem Haus aufgestellt, wo sie von Einwohnern der Umgebung verehrt wurde und Geld- und Wachsopfer erhielt. Es wurde gesagt, dass der Figur an Kopf und Bart die Haare wachsen und dass die zu ihr gebrachten Anliegen erfüllt würden. Pfarrer Georg Nikolaus von Voithenberg ließ diese Figur 1760 in die Kirche von Gleißenberg überführen und dort in einem verschlossenen Glaskasten auf einem Seitenaltar aufstellen. Die Bewohner der Umgebung fuhren fort, die Figur zu verehren und Opfergaben zu bringen. Neben vielen anderen Gebetserhörungen aus der Umgebung von Gleißenberg berichtet Pfarrer Georg Nikolaus von Voithenberg über eine Frau Lankhesin, eine arme Witwe aus Lixenried. Diese Frau hatte einen 6-jährigen Sohn Hans Leonhard. Dieses Kind war mit zwei verkrüppelten Füßen zur Welt gekommen und konnte nicht laufen. Als die Frau hörte, dass das Bildnis in die Pfarrkirche von Gleißenberg übertragen worden sei, lief sie dofort dorthin und bat Gott, er möge doch wenigstens den einen Fuß ihres Sohnes heilen, damit sie ihn zum Betteln schicken kann und er dabei die Möglichkeit hat, auf den Straßen und Wegen dem Vieh auszuweichen. Als Opfer dafür gab sie einen Kreuzer, der ihr gesamtes Vermögen darstellte, und hörte zwei Messen. Als sie nach Hause kam, lief ihr ihr Sohn entgegen und zeigte ihr seinen linken Fuß, der geheilt worden war. Die kleine Statue steht bis heute in der Kirche von Gleißenberg.

## Besitzer und Landsassen auf Lixenried
Besitzer und Landsassen auf Lixenried waren:
- 1550: Georg Erlbeck
- Ludwig Erlbeck († 1589), Sohn von Georg Erlbeck, ab 1585 Landsasse
- 1589: Witwe von Ludwig Erlbeck
- 1591: Oswald Kolb, 1599 als Landsasse belegt
- 1616: Erben von Oswald Kolb
- 1622: Endres (auch: Andre) Kolb
- 1640: Wilhelm Balthasar von Kürmreuth
- Susanna, Schwester von Wilhelm Balthasar von Kürmreuth
- Georg Wilhelm Fuchs von Ränkam, Ehemann der Susanna
- Albrecht Sigmund von Löwenthal († 1662), ab 1649 Landsasse
- 1662: Amalie Franziska, Witwe von Albrecht Sigmund von Löwenthal, ab 1665 Landsasse, und Heinrich Carl von Löwenthal, Sohn von Albrecht Sigmund von Löwenthal, 1693 Landsasse
- 1691: Johann Baptist Walser, wurde aus Kostengründen kein Landsasse
- 1694: Johann Christoph von Hauzenberg
- Maria Barbara „Ostingerin“, Erbin von Johann Christoph von Hauzenberg, 1696 als Landsasse immatrikuliert
- 1697: Felix Mathias von Schönhueb, 1698 Landsasse
- 1722: Erben des Felix Mathias von Schönhueb
- 1735: Das Gut wird verpfändet
- 1748: Aloys von Klingenberg
- 1770: Witwe des Aloys von Klingenberg
- 1776: Herr von Landsberger
- 1783: Max Anton Walser, ab 1786 Landsasse
- 1792: Maximilian von Schmid, Schwiegersohn von Max Anton Walser
- 1797: Joseph Benedikt Reinhardstöttner (auch: Raenhardstoettner), ab 1798 Landsasse[12][8]
- 1807: Die Landsassenfreiheit des Gutes Lixenried wird eingezogen
- 1808: Ferdinand Reinhardstöttner, Erbe von Joseph Benedikt Reinhardstöttner, 1820 Erhebung in den Adelsstand

Ferdinand Reinhardstöttner bemühte sich vergeblich um die Wiedererlangung der gutsherrlichen Gerichtsbarkeit für das Gericht Lixenried mit Bogen, bestehend aus 50 Familien. 1819 bemühte er sich um die Bildung eines Patrimonialgerichts II. Klasse. 1826 wurde sein Gesuch endgültig abgewiesen.

## Bürgermeister und Gemeindevorsteher von Lixenried
Die Gemeinde Lixenried hatte die folgenden Gemeindevorsteher (1822–1871) und Bürgermeister (1871–1946):
- 1822: Johann Sporer
- 1824: Georg Schiedermeier
- 1832: Johann Dengl
- 1838: Josef Mückl
- 1864: Engl
- 1871: Ruider
- 1882–1887: Alois Ruhland
- 1899 Ruhland
- 1906–1910: Josef Bierl
- 1925–1932: Engl
- 1946: Nachreiner[24]